# Nueva Santa Rosa
Nueva Santa Rosa est une ville du Guatemala dans le département de Santa Rosa.

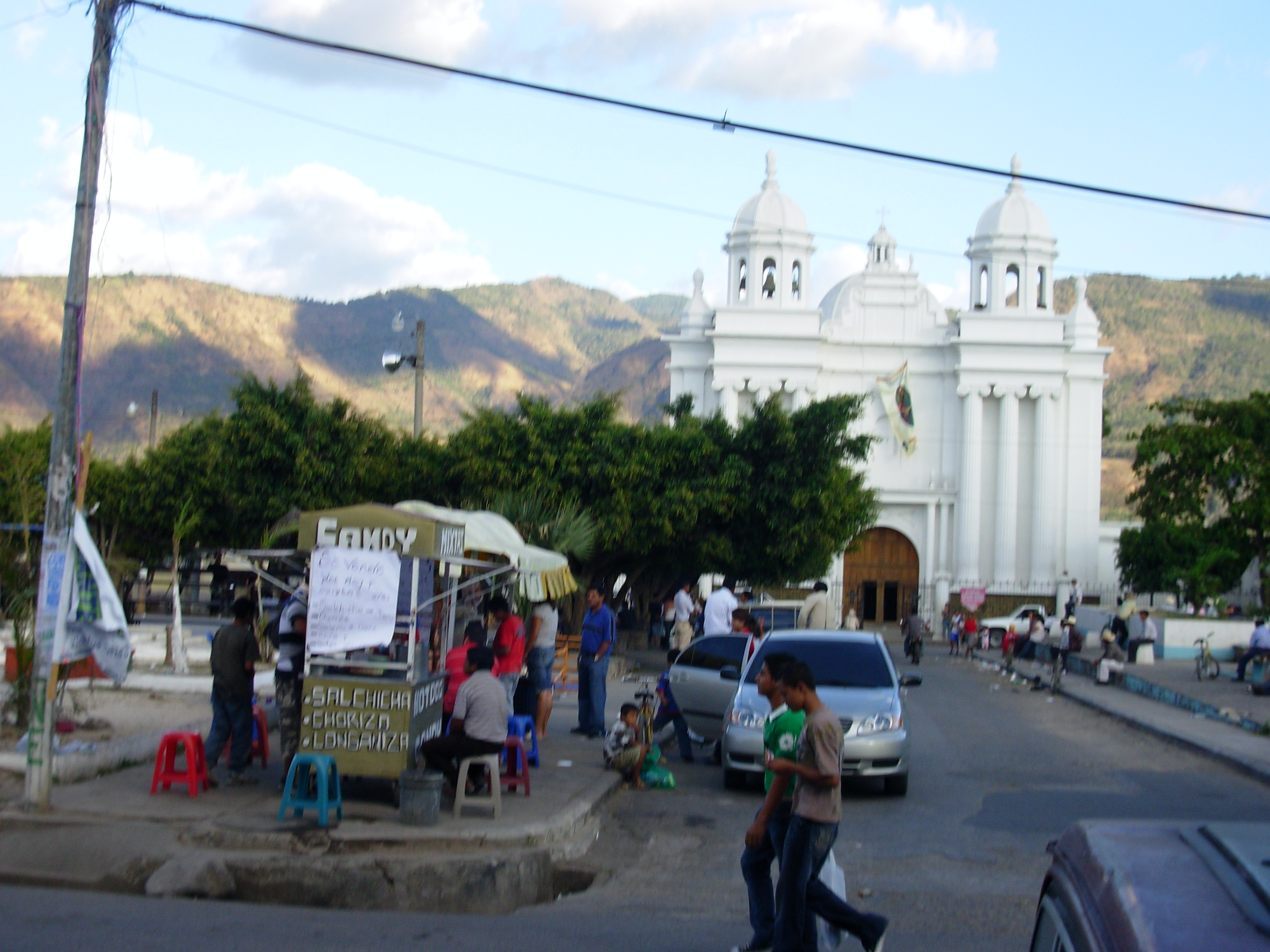
Église catholique de Nueva Santa Rosa